# Jubilee Records
Jubilee Records fue una compañía discográfica independiente norteamericana especializada en rhythm and blues. Fue fundada en Nueva York en 1946 por Herb Abramson. Jerry Blaine se convirtió en socio de Abramson al comprar la mitad de la compañía en 1947, cuando este fundó Atlantic Records con Ahmet Ertegun.

## Historia
Jubilee fue la primera compañía discográfica independiente en introducir en el mercado blanco un grupo vocal de color, cuando el sencillo de the Orioles, "Crying in the Chapel" alcanzó la Top 20 en las listas de éxitos pop de Estados Unidos en 1953.
The Four Tunes fue uno de los primeros grupos en grabar con Jubilee en 1953, aunque el primer gran éxito del sello fue "Crying in the Chapel" de the Orioles. En 1954 se fundó, Josie Records, un sello subsidiario que publicó material de forma simultánea. Algunos éxitos de Josie incluyen "Speedoo" de the Cadillacs, número 3 en las listas R&B y número 17 en las pop, y "Do You Wanna Dance" de Bobby Freeman, número 2 R&B y número 5 pop. El mayor éxito cosechado fue "Last Kiss" de J. Frank Wilson and the Cavaliers, con ventas millonarias y con un puesto número 2 en las listas Billboard Hot 100 en 1964. A finales de los 60, the Meters, un grupo compuesto por músicos de sesión de Nueva Orleans, publicó con éxito, una serie de temas instrumentales de R&B, que incluían el sencillo "Cissy Strut", que alcanzó el número 4 de las listas R&B y el 23 de las pop. El último éxito del sello fue la pieza instrumental "Poor Boy"/"Wail!" de the Royaltones (número 17 en 1957).
Jubilee/Josie tuvieron un sello hermano, Gross Records, que publicó para un solo artista, Doug Clark and the Hot Nuts.
En 1970, Jubilee/Josie, con serios problemas financieros, fue vendida a Viewlex, propiedad de Buddah Records, y Blaine dejó la compañía. El catálogo fue eventualmente asumido por Roulette Records.
A finales de los 80, Roulette fue vendido a Rhino Records y EMI, y a finales de los 90, Rhino fue vendida a Time Warner. Los derechos sobre el catálogo de Jubilee en Norteamérica pasaron a ser propiedad de Warner Music, y los del resto del mundo perteneciereon a EMI hasta su venta en 2013.

## Artistas de Jubilee Records
- Sil Austin
- The Ambassadors
- Baltimore and Ohio Band
- Jim Backus
- Harry Belafonte
- Polly Bergen
- Flip Black
- Blades Of Grass
- Nan Blakstone
- Gerard Blene
- The Bobbettes
- The Bop-Chords
- Jimmy Boyd
- Jimmy Breedlove
- Piney Brown
- Tedd Browne
- Vinnie Burke
- The Cadillacs
- The Channels
- College All Stars
- Coney Island Kids, The (Baby, Baby You) 45-JB-425
- Bobby Comstock and the Counts
- The Continentals
- Don Cornell
- Eddie Costa
- Bob Crewe
- Mike Cuozzo
- Alan Dale
- Vivian Dandridge
- The Delta Rhythm Boys
- The Dominoes
- Dorothy Donegan
- Ray Draper
- The Dreamers
- Dave Dudley
- Enchanters
- Fat Man Humphries and the Four Notes
- The Fifth Estate
- The Five Sharps
- Keith Follese
- The Four Coins
- The Four Tunes
- The Gallahads
- Erroll Garner
- Herb Geller
- Bonnie Green Orchestra
- The Happenings
- Betty Harris
- Emmylou Harris
- Jack Haskell
- Dick Haymes
- Frank Hunter
- Autry Inman
- Conrad Janis and the Tailgaters
- The Jesters
- The Jack Kelly Trio
- The King Sisters
- Baker Knight
- Bob Knight Four
- Moe Koffman
- The Larks
- Happy Lewis
- Little Sylvia
- The Love-Notes
- Bill Mack
- Tommy Mara
- The Marylanders
- Lou McGarity
- Rod McKuen
- Memphis Slim
- Domenico Modugno
- Mark Monte & the Continentals
- Lou Monte
- Vaughn Monroe
- Mulcays
- Gene Nash
- Sy Oliver
- The Orioles
- Frank Ortega
- The Paragons
- Billy Paul
- Bob Peck
- The Raindrops
- Carl Ravazza
- Laverne Ray
- Ray-O-Vacs
- The Rebels
- Della Reese
- Dave Remington
- Sylvia Robbins
- Don Rondo
- The Royal Teens
- Stan Rubin
- Betty St. Claire
- Salt City 5
- Kermit Schaefer
- Walter Scharf
- Allan Sherman
- Bobby Sherwood
- Smith & Dale
- The Spring Street Stompers
- Lou Stein
- Larry Storch
- Enzo Stuarti
- The Stylers
- The Sultans
- Gene Summers and His Rebels
- Donna Theodore
- Jo Anne Tolley
- The Top Notes
- The Toppers
- The Valentinos
- Jimmy Van Heusen
- Voltaxx
- The Volumes
- Billy Ward and the Dominoes
- Mimi Warren
- Rusty Warren
- Dee Dee Warwick
- Ethel Waters
- Mary Wells
- Randy Weston
- Ilene Woods
- Gretchen Wyler

## Artistas de Josie Records
- Ronald Buchter
- The Cadillacs
- The Chaperones
- The Coney Island Kids
- The Couplings ("Young Doves' Calling")
- The Four Bars
- Carol Fran
- Bobby Freeman
- The Meters
- Mike & Jim ("Dungaree Cutie")
- The Royaltones
- J. Frank Wilson and the Cavaliers
- The Ovations
- The Starlings
- The Teardrops
- The Styles